# 楠特伊拉福雷
楠特伊拉福雷（法語：Nanteuil-la-Forêt，法語發音：[nɑ̃tœj la fɔʁɛ]）是法国马恩省的一个市镇，属于兰斯区。

## 地理
楠特伊拉福雷（49°7'49"N, 3°55'22"E）面积14.55 平方千米，位于法国大東部大區马恩省，该省份为法国东北部内陆省份，北起阿登省，西北接埃纳省，西南接塞纳-马恩省，南至奥布省，东南接上马恩省，东临默兹省。
与楠特伊拉福雷接壤的市镇（或旧市镇、城区）包括：埃克伊、沙姆里、绍米济、科尔穆瓦约、库尔塔尼翁、弗勒里拉里维耶尔、奥特维莱尔、普尔西、圣伊莫热、塞尔米耶。

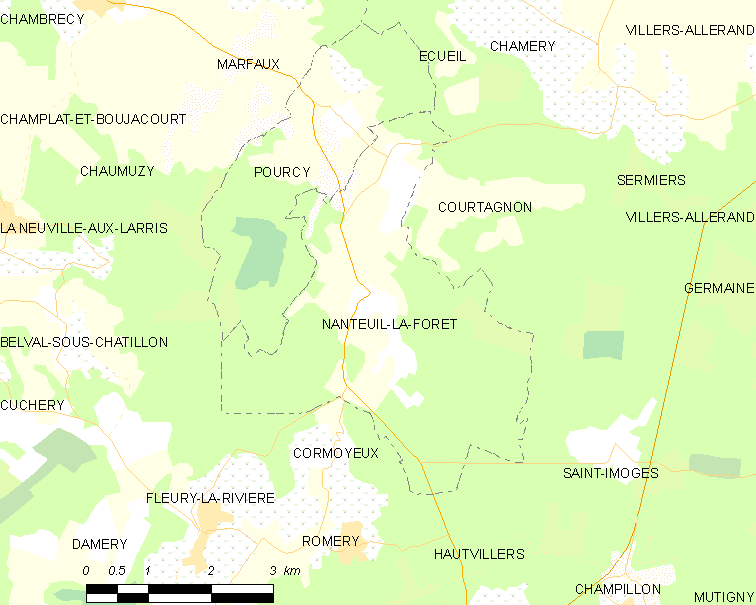
楠特伊拉福雷的OSM定位图

楠特伊拉福雷的时区为UTC+01:00、UTC+02:00（夏令时）。

## 行政
楠特伊拉福雷的邮政编码为51480，INSEE市镇编码为51393。

## 政治
楠特伊拉福雷所属的省级选区为埃佩尔奈第一县。

## 人口

1962-2008年间楠特伊拉福雷人口变化图示

楠特伊拉福雷于2022年1月1日时的人口数量为300人。